# Edward Malone
Edward Malone (Edward Dunn Malone ou « Ned » Malone) est un personnage de fiction créé par l'écrivain Arthur Conan Doyle. Il apparaît pour la première fois dans le roman Le Monde Perdu publié en 1912.

## Biographie
Edward Malone est né en Irlande en 1888. Il est journaliste à Londres au Daily Gazette qui appartient à George Beaumont. Son rédacteur-en-chef est Mr. McArdle. Il pratique également le rugby et a quelques connaissances en tir. Il se dit impressionnable et imaginatif, mais courageux quand les circonstances l'exigent. 

### Un jeune héros en quête d’héroïsmes
Au début du Monde Perdu, Malone cherche à justifier sa vie par un acte héroïque. Il espère ainsi conquérir le cœur de sa bien-aimée, Gladys Hungerton, qui cherche uniquement à se marier avec un homme célèbre. Mr. McArdle l'envoie interviewer le Professeur Challenger qui a la réputation d'un homme irascible et violent. Malone se fait passer pour un jeune étudiant pour mieux berner le professeur, mais il est rapidement démasqué : les deux hommes en viennent aux mains. Le jeune journaliste refuse pourtant de porter plainte, ce qui amène Challenger à lui révéler sa découverte concernant l'existence de dinosaures encore vivants sur un haut-plateau situé en Amérique du Sud.
Son aventure dans ce « Monde Perdu », où il affrontera diverses épreuves en compagnie de figures paternelles (Challenger, Lord John Roxton, Summerlee), conduira Malone de l'enfance à l'âge adulte. Il en reviendra profondément changé. Ce n'est plus un garçon mais un homme accompli qui revient de ce voyage . Lorsqu'il apprend que sa bien-aimée Gladys s'est mariée avec un autre homme depuis son départ, il décide de retourner sur le plateau avec Lord Roxton...
Malone devient correspondant de guerre durant la Première Guerre mondiale, et le gendre du Professeur Challenger en épousant sa fille, Enid.

## Romans et nouvelles
- Arthur Conan Doyle, Le Monde perdu, 1912
- Arthur Conan Doyle, La Ceinture empoisonnée, 1913
- Arthur Conan Doyle, Au pays des brumes, 1926
- Arthur Conan Doyle, La Machine à désintégrer, 1927
- Arthur Conan Doyle, Quand la Terre hurla, 1928

## Cinéma et télévision

### Longs-métrages
- 1925 : Le Monde perdu (The Lost World) de Harry O. Hoyt.

Interprété par Lloyd Hughes
- 1960 : Le Monde perdu  (The Lost World) de Irwin Allen.

Interprété par David Hedison
- 1992 : Le Monde perdu  (The Lost World) de Timothy Bond.

Interprété par Eric McCormack
- 1992 : Return to the Lost World de Timothy Bond

Interprété par Eric McCormack
- 1998 : Le Monde Perdu  (The Lost World) de Bob Keen.

Interprété par Julian Casey

### Télévision
- 1999-2002 : Le Monde perdu (The Lost World), série de trois saisons.

Interprété par David Orth
- 2001 : Les Aventuriers du monde perdu (The Lost World), téléfilm en deux parties de Stuart Orme.

Interprété par Matthew Rhys
- 2002 : Aventures dans le monde perdu de Sir Conan Doyle. Adaptation en dessin animé en 26 épisodes de 25 minutes.

### Bandes dessinées
- André-Paul Duchâteau et Patrice Sanahujas, Challenger, Claude Lefrancq éditeur, 1990-1992.
- Le monde perdu de Maple White. Deux tomes dessinés par Patrick Deubelbeiss aux Éditions Vents d'Ouest (2004)
- Le Monde perdu. Deux tomes scénarisés par Christophe Bec aux Éditions Soleil (2013) [4].